# Apeadero de Aveleda
El Apeadero de Aveleda es una infraestructura ferroviaria del Ramal de Braga, que sirve a la localidad de Aveleda, en el Ayuntamiento de Braga, en Portugal.

## Características

### Servicios
En diciembre de 2012, esta plataforma era utilizada por convoyes urbanos de la división de Urbanos de Porto de la empresa Comboios de Portugal.

## Historia
El Ramal de Braga fue inaugurado el 21 de mayo de 1875.